# Värmdöleden (vandringsled)

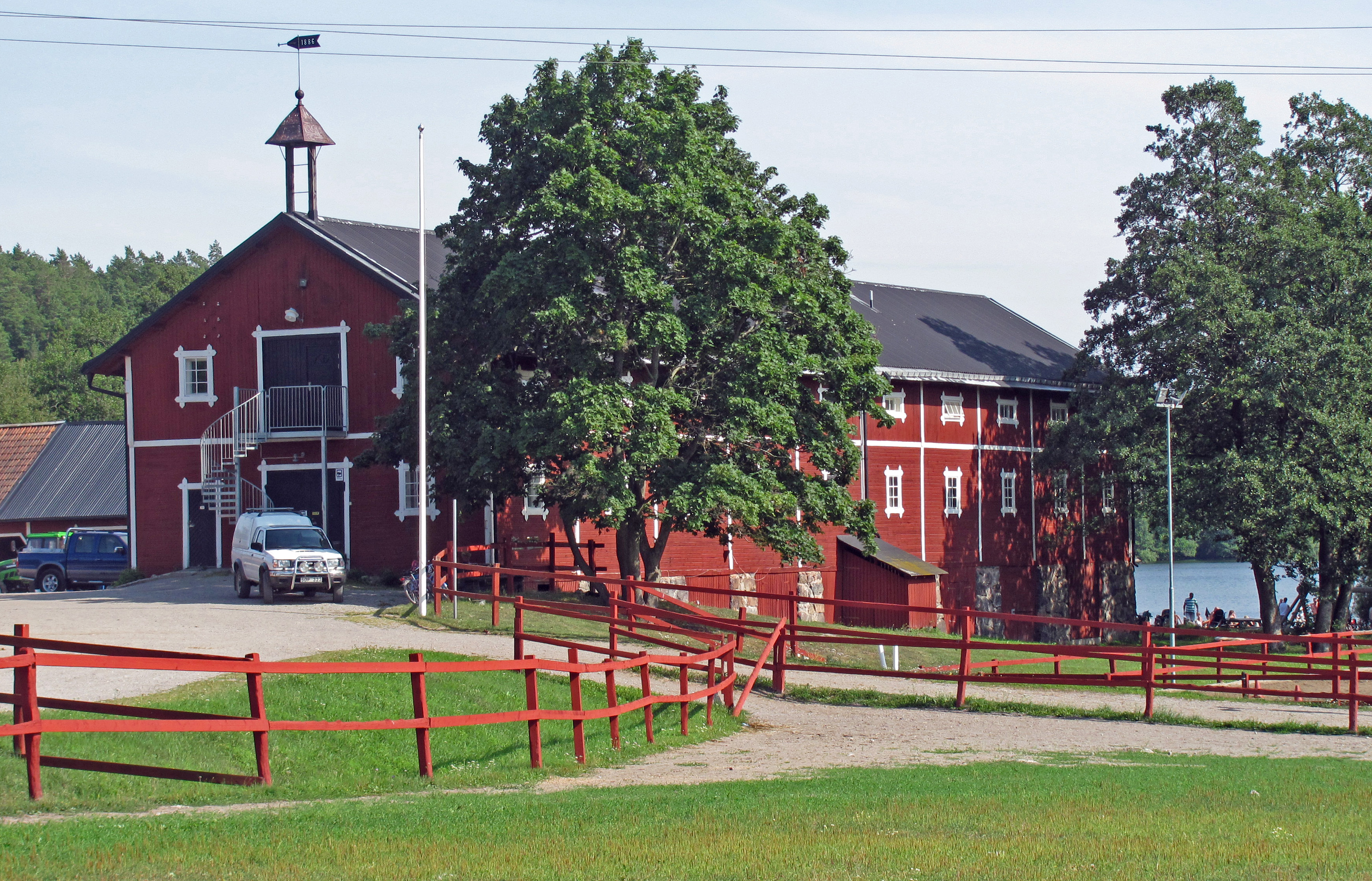
Vid Velamsund börjar leden.

Värmdöleden är en 25 km lång vandringsled som börjar i Velamsunds naturreservat vid Velamsund, Nacka kommun, där den de första kilometrarna kallas Boo-leden. Leden fortsätter därefter österut och sedermera norrut på Värmdöns marker, i Värmdö kommun och slutar i småhus- och sommarstugeområdet Saltarö.

## Beskrivning
Värmdöleden är ett samarbetsprojet mellan Värmdö kommun, Friluftsfrämjandet, Naturskyddsföreningen och Gustavsbergs orienteringsklubb. Leden är markerad med orangea skyltar och går förbi historiska och intressanta platser. Sträcken är uppdelad på tre deletapper: 
- Etapp 1 Velamsund – Ålstäket, ca 9 km.
- Etapp 2 Ålstäket – Sågen, ca 10 km.
- Etapp 3 Sågen – Saltarö, ca 6 km.